# Partula varia
Espèce
Statut de conservation UICN

 EW  : Éteint à l'état sauvage
Partula varia est une espèce d'escargot terrestre appartenant à la famille des Partulidae. Endémique à la Polynésie française, cette espèce est éteinte à l'état sauvage, à la suite de l'introduction de l'escargot carnivore Euglandina rosea au début des années 1990.